# 도요촌 (지바현)
도요촌(東陽村)은 지바현 소사군에 일찍이 존재했던 촌이다.

## 지리
- 현재의 요코시바히카리정 중부에 해당한다.
- 마을의 대부분은 평지로 구성되어 았다.

## 역사
- 1889년 4월 1일 - 정촌제 시행에 수반해 소사군 도요촌이 성립하였다.
- 1954년 5월 3일 - 난조 촌, 시라하마 촌, 히요시 촌과 합병해 히카리정이 성립해, 동일 도요촌은 폐지되었다.

## 인구
| 1891년 | 2,401 |
| 1920년 | 2,887 |
| 1930년 | 2,986 |
| 1954년 | 4,180 |

## 교통

### 도로
- 2급 국도
  - 국도 126호선

## 참고문헌
- 角川日本地名大辞典編纂委員会『角川日本地名大辞典 12 千葉県』、角川書店、1984年 ISBN 4-04-001120-1